# Pascale Obolo
Pascale Obolo (sinh ngày 7 tháng 1 năm 1967) là một đạo diễn và nghệ sĩ điện ảnh người Cameroon.
Tốt nghiệp Nhạc viện Libre du Cinéma Français tại Đại học Paris VIII, bà được chú ý nhờ những bộ phim về nữ quyền ghi lại những người phụ nữ ở Hip Hop ở vùng ngoại ô Pháp và văn hóa âm nhạc châu Phi. Năm 2005, bà phát hành bộ phim đầu tay của mình, Calypso tại Dirty Jim's, một sự tôn vinh cho calypso và Trinidad, đã giành được nhiều giải thưởng trong năm 2006 bao gồm Liên hoan phim quốc tế Pan-Phi của Liên hoan phim Cannes và Liên hoan phim châu Phi ở New York. Năm 2008, bà sản xuất bộ phim ngắn La Femme vô hình (Người phụ nữ vô hình). Bộ phim đầy đủ đầu tiên của bà là một bộ phim tài liệu về Calypso Rose vào năm 2011.
Obolo đồng sáng lập tạp chí nghệ thuật Afrikadaa, và cũng tham gia Hội chợ sách nghệ thuật châu Phi (AABF). Bà đã làm việc với Viện Goethe ở Cameroon trong nhiều năm với những gì bà mô tả là một "dự án in phim đáp ứng kiến trúc".